# Kukułka plamista
Kukułka plamista, storczyk plamisty, stoplamek plamisty (Dactylorhiza maculata (L.) Soó) – gatunek rośliny z rodziny storczykowatych (Orchidaceae). Występuje tylko w Europie, od Wysp Brytyjskich po europejską część Rosji. Brak go w Norwegii oraz w południowo-wschodniej części Europy. W Polsce występuje dość często na terenie całego kraju.

## Morfologia
ŁodygaPełna, wzniesiona, soczysta, gruba, o wysokości do 70 cm.
LiścieWąskolancetowate, najszersze poniżej dolnej połowy. Na łodydze jest ich zwykle 3–5 i są stromo wzniesione do góry. Mają wyraźne czerwonobrunatne plamki, co znalazło swój oddźwięk w nazwie tego gatunku. Najwyższy liść łodygowy ma długość 1,5–4,5 cm, jest podobny do przysadki i nie sięga do podstawy kwiatostanu. Przysadki są lancetowate i zmniejszające się ku górze kwiatostanu.
BulwaPodwójna, pocięta głęboko na wąskie odcinki.
KwiatyZebrane w kłos, głównie w kolorze różowym/fioletowym, czasami też w białym. Kłos początkowo jest szerokostożkowaty, potem walcowaty. Ma długość 3–5 cm i składa się z 8–25 kwiatów. Boczne listki okwiatu są podniesione do góry, środkowa klapa warżki jest znacznie węższa od klap bocznych. Warżka ma długość 5–10 mm i posiada wyraźny ciemnoczerwony rysunek. Ostroga znacznie krótsza od zalążni. Zalążnia skręcona i czerwono nabiegła, prętosłup jasnoróżowy.
OwocTorebka zawierająca bardzo liczne i bardzo drobne nasiona.
Gatunki podobneKukułka Fuchsa (Dactylorhiza fuchsii). Jest większa, jej warżka jest głębiej 3-łatkowa, ostroga grubsza, rysunek warżki bardziej bogaty, plamki na liściach mniej wybitne.

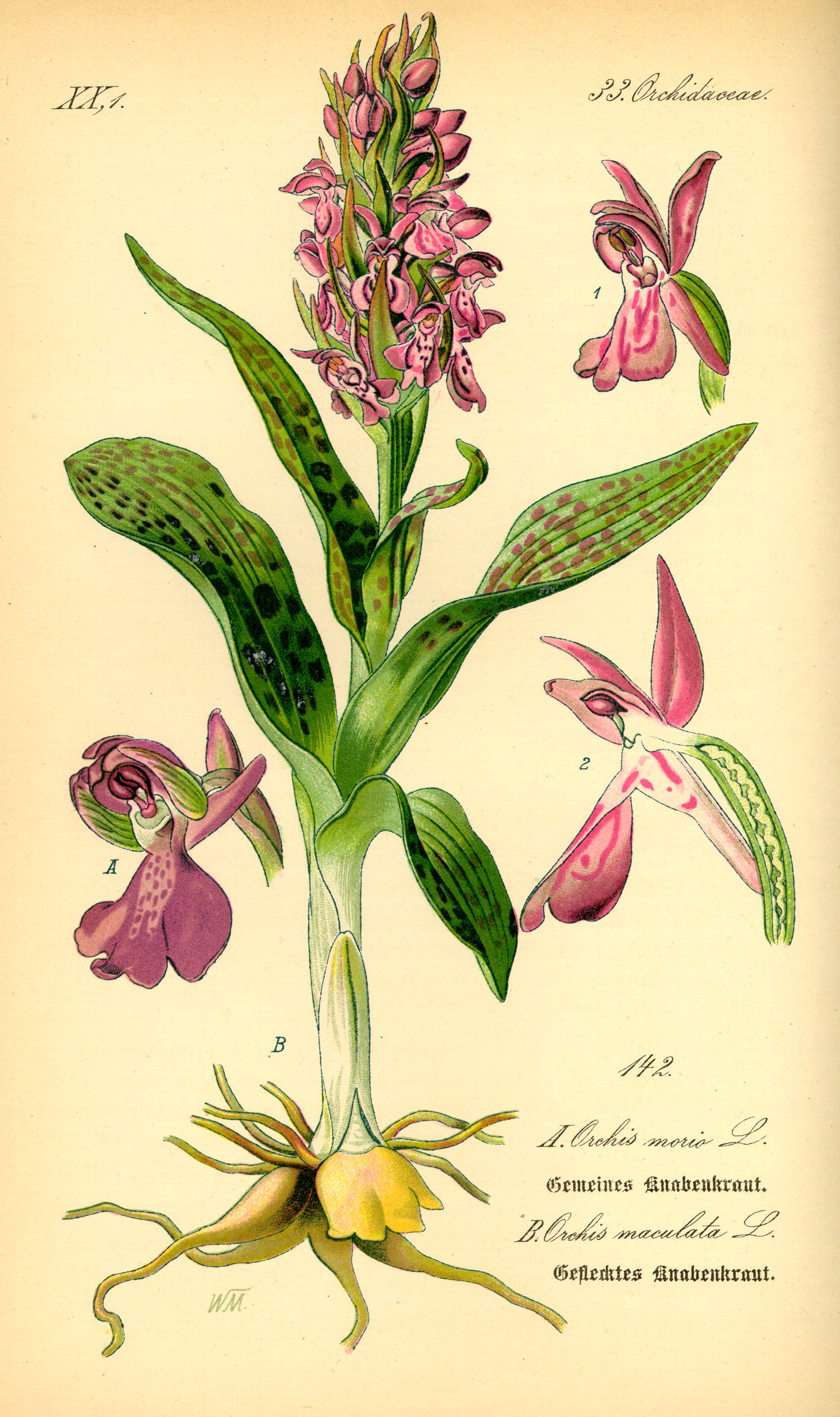
Morfologia
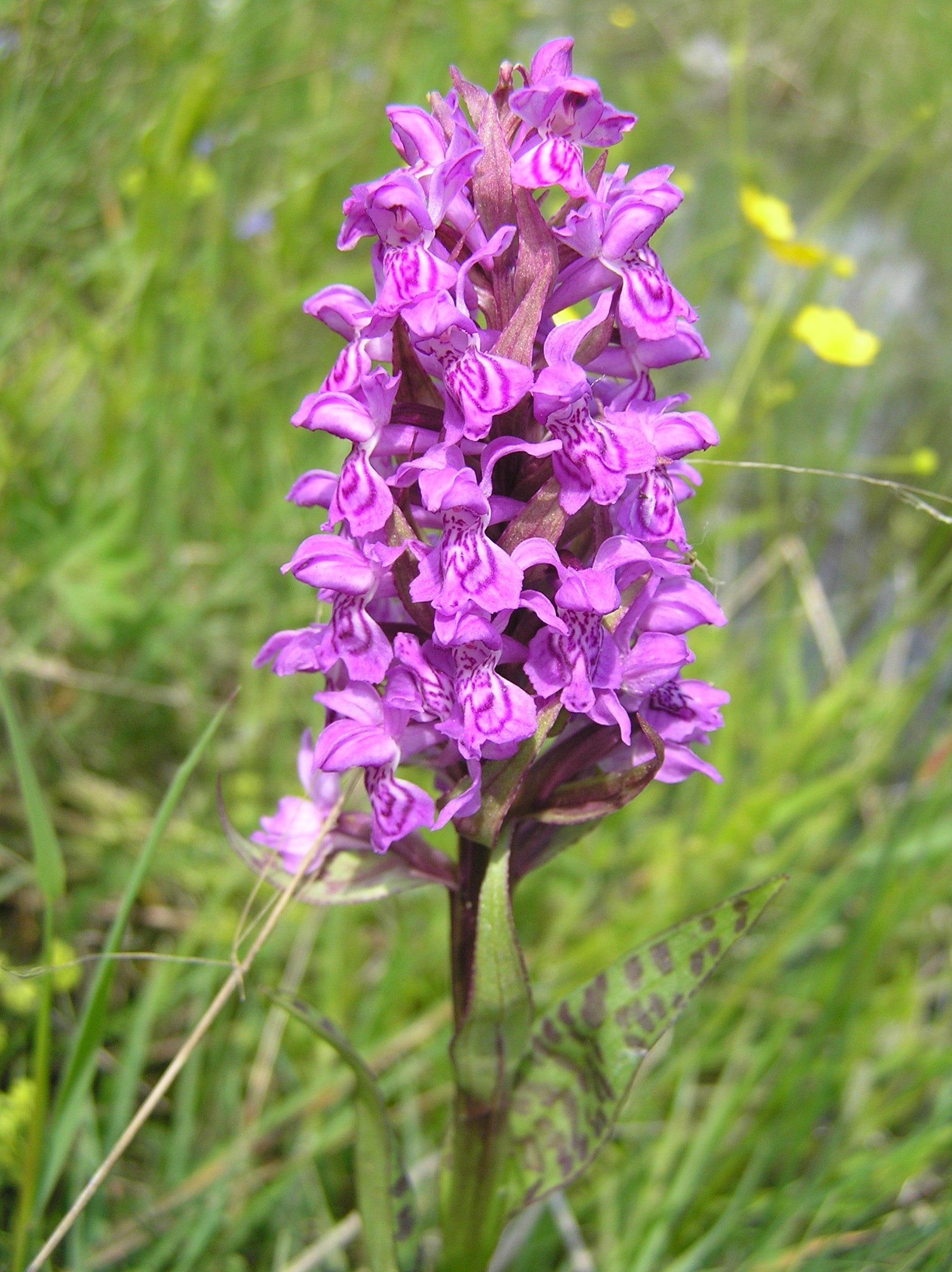
Kwiatostan
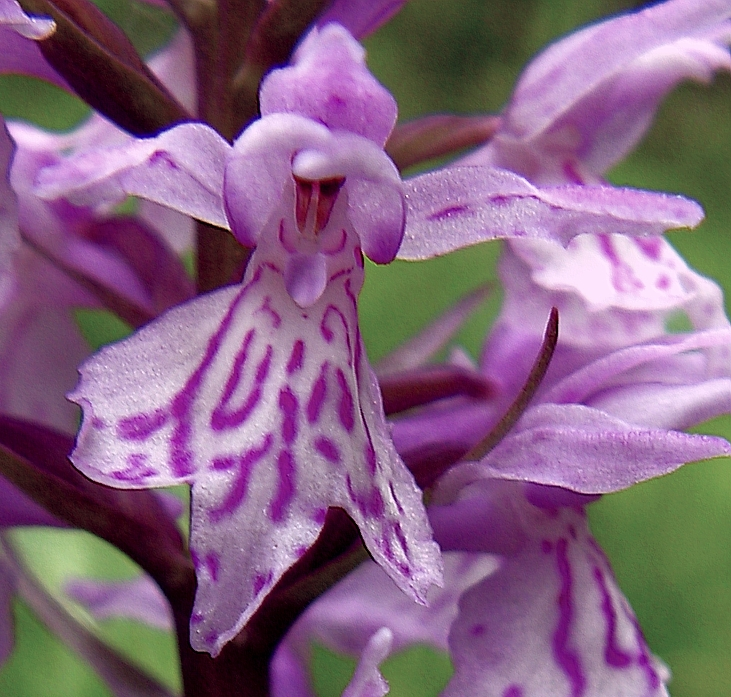
Budowa kwiatu
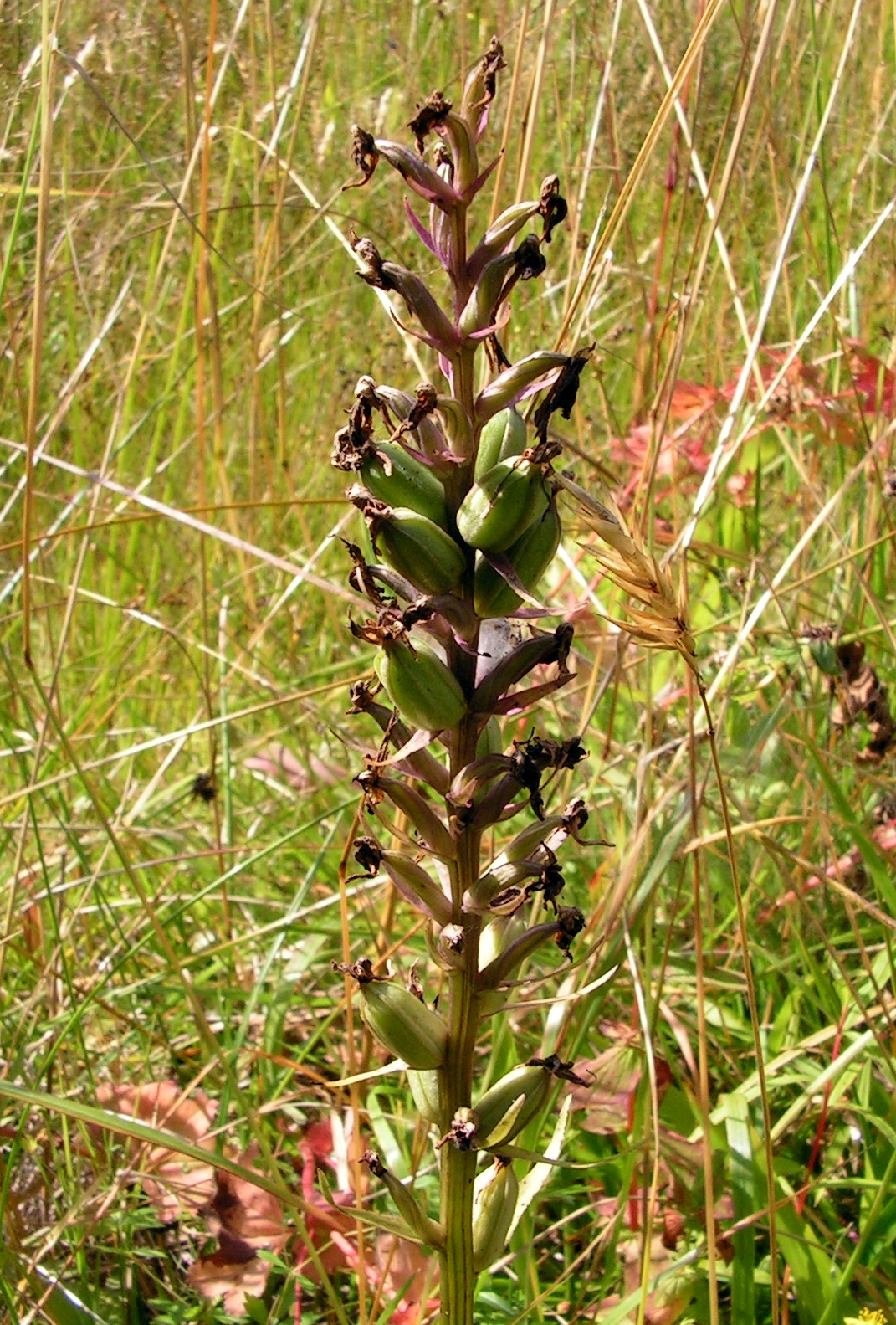
Owoce

## Biologia i ekologia
Bylina, geofit. Kwitnie od maja do lipca. Jest owadopylna. Kwiaty zwodnicze – imitują kwiaty roślin owadopylnych, nie oferują jednak owadom nektaru. Nasiona nie zawierają żadnych substancji odżywczych i ich kiełkowanie i dalszy rozwój jest uzależniony od grzybni, której strzępki znajdują się już w nasionach. Grzybnia rozrastając się wewnątrz tkanek rośliny dostarcza jej substancji odżywczych.
Rośnie na mokrych łąkach, na torfowiskach niskich i przejściowych, a także w zbiorowiskach lasów łęgowych. Zasiedla miejsca otwarte lub umiarkowanie zacienione. W górach występuje po regiel dolny.
Liczba chromosomów 2n = 80.

## Zmienność
Gatunek zróżnicowany na 10 podgatunków:
- Dactylorhiza maculata subsp. battandieri (Raynaud) H.Baumann & Künkele – występuje w północnej Algierii
- Dactylorhiza maculata subsp. caramulensis Verm. – rośnie w Portugalii, Hiszpanii i Francji
- Dactylorhiza maculata subsp. elodes (Griseb.) Soó – występuje w Europie
- Dactylorhiza maculata subsp. ericetorum (E.F.Linton) P.F.Hunt & Summerh. – rośnie w zachodniej Europie
- Dactylorhiza maculata subsp. islandica (Á.Löve & D.Löve) Soó – występuje na Islandii
- Dactylorhiza maculata subsp. maculata – rośnie w całym zasięgu gatunku
- Dactylorhiza maculata subsp. podesta (Landwehr) Kreutz – występuje w Holandii
- Dactylorhiza maculata subsp. savogiensis (D.Tyteca & Gathoye) Kreutz – rośnie w Pirenejach i Alpach
- Dactylorhiza maculata subsp. schurii (Klinge) Soó – występuje w Karpatach ukraińskich i rumuńskich
- Dactylorhiza maculata subsp. transsilvanica (Schur) Soó – rośnie w południowo-wschodniej Europie

## Zagrożenia i ochrona
Od 2014 roku roślina jest objęta w Polsce częściową ochroną gatunkową. W latach 1983–2014 gatunek znajdował się pod ochroną ścisłą. W opracowaniu Czerwona lista roślin i grzybów Polski kukułka plamista jest umieszczona w grupie gatunków narażonych na wyginięcie (kategoria zagrożenia V). Zagrożeniem dla gatunku jest zanikanie siedlisk powodowane przez osuszanie terenów podmokłych, regulację rzek oraz wskutek wycinania lasów łęgowych i zarastania torfowisk i łąk przez trzcinę lub roślinność krzewiastą. Występuje w większości parków narodowych i w licznych rezerwatach przyrody na terenie całej Polski.